# Weseby (Hürup)
Weseby (dänisch Veseby) ist ein Ortsteil der Gemeinde Hürup. Der Ort ist nicht mit Kosel-Weseby im Kreis Rendsburg-Eckernförde oder mit Weesby des Amtes Schafflund im Kreis Schleswig-Flensburg zu verwechseln.

## Lage
Nördlich des Straßendorfes liegen Neukrug und Maasbüll. Im südlichen Dorfrandbereich befindet sich der Ortsbereich Wesebykjer. Der Ortsname Wesebykier, der auf älteren Karten schon zu finden war, gab in neuerer Zeit der dortigen Straßenkurve ihren Namen. Ein Stück weiter südlich des Ortes liegt der Hauptort der Gemeinde Hürup. Der nordöstlich des Dorfes gelegene Feldbereich (nach Husbyfeld hin) wird offenbar in Teilen Wesebyfeld genannt. Ein weiterer Bereich beim Dorf Weseby wird des Weiteren Wesebymoor genannt. Er liegt wohl nordöstlich des Dorfes und ist auch der Name einer Bushaltestelle.
Busverbindungen verbinden Weseby mit den Dörfern Freienwill, Hürup, Maasbüll und Husby sowie der Stadt Flensburg.

## Hintergrund
An frühgeschichtliche Besiedlungsaktivitäten in der Region erinnerte über Jahrhunderte ein Großsteingrab bei Weseby (vgl. Großsteingrab Weseby), das aber nicht erhalben blieb. Erstmals erwähnt wurde der Ort 1352. Im Angeldänischen wurde er auch Vøsby ausgesprochen. Der Ortsname geht zurück auf altdänisch wesa für ein einen Sumpf (vgl. auch Wees). Schon in der dänischen Landesaufnahme von 1857/1858 ist der Ort verzeichnet. Auf der Gebietskarte der Preußischen Landesaufnahme um 1879, auf welcher Husby und Umgebung dargestellt wurde, war Weseby schon detailliert eingezeichnet. Weseby war damals nicht einmal halb so groß wie heute. Das Gut von Weseby, namens Wesebygaard, war ebenfalls in den Karten mit eingetragen. Der Ort gehört historisch zum Kirchspiel Hürup in der ehemaligen Husbyharde. Am 1. Februar 1970 wurde die selbständige Gemeinde Weseby nach Hürup eingemeindet.

## Persönlichkeiten
- Hans Lassen (1868–1941), Architekt